# Sad Hill Impact
Albums de Khéops
Sad Hill
(1998) Sad Street
(2001)
Sad Hill Impact est le deuxième album produit par Khéops, le DJ du groupe de rap français IAM, sorti en 2000. L'album associe des artistes des régions marseillaises et parisiennes, mais aussi de New York (Prodigal Sunn, Dreddy Kruger, Arsonists): « Ils étaient vachement concernés par les morceaux. [...] Ils ne restent pas enfermés dans leur ghetto à New York, ils ont réussi à franchir la barrière qui consiste à sortir des États-Unis et c'est beaucoup pour un américain » explique Kheops. 
Tous les morceaux sont produits par Kheops. Les scratches sont de Kheops (pistes 1, 2, 4, 6, 17, 18) et Sya Styles (pistes 1, 9, 15, 16). La pochette de Sad Hill Impact fait référence à l'affiche du film Inspecteur Harry. 
Construit sur le même modèle que le précédent album de Kheops, il n'a cependant pas connu le même succès. 

## Accueil critique
Pour l'hebdomadaire culturel Voir, « si vous aviez apprécié le volume initial, vous kifferez certainement la nouvelle saga issue de la planète Mars, malgré son manque d’homogénéité ».
« Beaucoup de monde – et du beau – pour un album faussement clinquant, qui rend hommage au pire du disco façon années 80 » selon Le Temps.

## Liste des titres
1. Sad Hill impact - Sad Hill All-Stars
2. Tous veulent le succès - Def Bond & Ärsenik
3. Saga 2000 - Prodigal Sunn, Dreddy Krueger & Faf Larage
4. Poussières II galaxie - IAM
5. Pour de meilleurs lendemains - Soprano & Sako
6. Note aux nanars - Yak
7. Qu'est-ce qu'tu croyais ? - Mafia Trece
8. La fierté au sang - Psy4 De La Rime
9. Me, j'ai pas de dons - Freeman
10. Illégal - Def Bond & Tony & Paco
11. Art of raw - Freestyle, D.Stroy & Shabazz The Disciple
12. Le fruit de l'époque - Alonzo & Sat
13. Sentier lumineux - Yak, Pit Baccardi & Akhenaton
14. Honnêtes, malhonnêtes - Les Sages Poètes De La Rue
15. Pour mes gens - Psy4 De La Rime
16. Sortis de nulle part - MC's Arabica
17. Je suis seul - Vincenzo & L'Skadrille
18. Escroc et associées - Yak & Les Nubians
19. Scan the fields (U.S Remix) - Freestyle, D.Stroy & Shabazz The Disciple